# Eliot Lietaer
Eliot Lietaer (Courtrai, 25 agosto 1990) è un ex ciclista su strada belga, professionista dal 2012 al 2022.

## Palmarès

### Strada
- 2008 (Juniores)

2ª tappa Ster van Zuid-Limburg (Velm > Hannut)
Wortegem Koerse
5ª tappa Corsa della Pace Juniors
3ª tappa Kroz Istru (Portalbona > Pola)
- 2010 (Beveren 2000)

Gooikse Pijl
- 2011 (EFC-Quick Step)

Classifica generale Tour de la Province de Namur
3ª tappa Trois Jours de Cherbourg (Cherbourg-Octeville > La Glacerie)
Classifica generale Trois Jours de Cherbourg
- 2014 (Topsport Vlaanderen-Baloise, una vittoria)

2ª tappa Boucles de la Mayenne (Jublains > Montaigu)

## Piazzamenti

### Classiche monumento
- Giro delle Fiandre

2012: ritirato
2013: ritirato
- Liegi-Bastogne-Liegi

2012: ritirato
2013: ritirato
2014: 116º
2016: 111º
2017: 75º
2019: 42º
2020: 60º

### Competizioni mondiali
- Campionati del mondo su strada

Città del Capo 2008 - In linea Juniores: ritirato

### Competizioni europee
- Campionati europei su strada

Plumelec 2016 - In linea Elite: ritirato